# Домузла (заказник)
Дому́зла — орнітологічний заказник місцевого значення в Україні. Один з об'єктів природно-заповідного фонду Херсонської області. Розташований на території Привільської сільської ради Каланчацького району. 
Площа 1411,9 га. Створений у 2000 році. Перебуває у віданні: Привільнянська сільська рада, ВАТ «Херсорибгосп». 
Тут трапляється понад 200 видів птахів, серед яких — скупчення крижнів — до 30 тис. особин і шпаків — до 60 тис. особин. Також на території природно-заповідного об'єту також водяться: жовта чапля, коровайка, дрохва, червоновола казарка, лунь польовий і степовий, орлан-білохвіст та інші.